# Frédéric Weis
Frédéric Jean Santo Weis (Thionville, 22 giugno 1977) è un ex cestista francese.

## Carriera
Conquistò giovanissimo la maglia della nazionale francese. Nel draft NBA 1999 i New York Knicks investirono su di lui la loro scelta al primo giro (numero 15), credendo di trovare un sostituto di Patrick Ewing, giunto ormai a fine carriera. L'idea era di lasciar maturare il giocatore un ulteriore anno in Europa, per poi metterlo in rosa nella stagione 2000-2001. La scelta però si rivelò infruttuosa: Weis rimase infatti sempre nel vecchio continente, dapprima in Spagna e poi di nuovo in Francia. Ha vinto le Coppe Korac 2000 e 2001, il Campionato francese 2000 e la Coppa di Francia 2000.

## Curiosità
In una partita delle Olimpiadi di Sydney contro gli Stati Uniti, Vince Carter (198 centimetri) schiacciò scavalcando il giocatore di ruolo centro di altezza 218 centimetri. Questo evento fu nominato dai media francesi "The Dunk of Death" (La schiacciata della morte).

## Palmarès
- Campionato francese: 1

CSP Limoges: 1999-2000
- Coppa di Francia: 1

CSP Limoges: 2000
- Coppa Korać: 2

CSP Limoges: 1999-2000
Unicaja Málaga: 2000-01